# Crims al Bàltic: La fabricant d'àngels
Crims al Bàltic: La fabricant d'àngels (títol original en alemany, Der Usedom-Krimi: Engelmacher) és un telefilm de la sèrie de pel·lícules de ficció criminal Crims al Bàltic. Va ser produïda per a Das Erste per Razor Film Production en nom d'ARD Degeto i NDR. La tercera entrega de la sèrie es va emetre per primera vegada el 10 de novembre de 2016, quan va ser seguida per 5,9 milions d'espectadors a Alemanya, la qual cosa corresponia a una quota d'audiència dek 18,4%. S'ha doblat al català central per a TV3, que va emetre'l el 26 de novembre de 2023.
La pel·lícula es va rodar del 13 de juliol de 2015 al 10 d'agost de 2015 principalment a l'illa d'Usedom i a Berlín.

## Sinopsi
Després de l'incident greu, la Julia retorna a casa abans de completar la seva rehabilitació i, sense perdre temps, es reintegra a la feina. Jadwiga, la jove polonesa que treballa amb la Sophie, la filla de la Julia, ha desaparegut. El seu company, en Christoph, és un fervent cregut que lidera una protesta davant d'una clínica d'avortaments on exerceix la doctora Kaminska, una ginecòloga polonesa que anteriorment va mantenir una relació amb el difunt marit de la Karin, la mare de la Julia. De manera sorprenent, la doctora apareix morta. El dia anterior, havia tingut una trobada amb la Karin, ja amb un historial d'haver mort el seu marit. Aquesta última és detinguda com a principal sospitosa.

## Repartiment
- Katrin Sass com a Karin Lassow
- Lisa Maria Potthoff com a Julia Thiel
- Peter Schneider com a Stefan Thiel
- Emma Bading com a Sophie Thiel
- Max Hopp com a Dr. Brunner
- Rainer Sellien com a Holm Brendel
- Franziska Wulf com a Jasmin Dierwald
- Merlin Rose com a Christoph Dierwald
- Magdalena Boczarska com a Malgorzata Kaminska
- Rüdiger Klink com a Konstantin Fischer
- Olga Kalicka com a Jadwiga Gryn
- Claudia Hübschmann com a infermera
- Laura Heich com a terapeuta esportiva
- Annika Pin com el cap de policia Pin